# Ochthocosmus
Ochthocosmus là một chi thực vật có hoa trong họ Ixonanthaceae.

## Loài
Chi Ochthocosmus gồm các loài: